# من أتلانتس إلى أبو الهول
من أتلانتس إلى أبو الهول: استعادة الحكمة المفقودة في العالم القديم هو كتاب صدر عام 1996 عن أبو الهول العظيم في الجيزة للمؤلف البريطاني كولن ولسن. يقترح ويلسون أن أبو الهول بني من قبل شعب متقدم تقنياً "قبل ما يقرب من 10000 عام من افتراض علماء المصريات" من قبل نفس الأشخاص الذين قدموا خططاً لبناء أهرامات مصر وأمريكا الوسطى والجنوبية.

## ملخص
يستكشف الكتاب العلاقة بين علم الفلك والأساطير، بحجة أن الإنسان القديم استخدم "المعرفة القمرية" (الحدس) بدلاً من "المعرفة الشمسية" للإنسان الحديث (المنطق) لتفسير الكون، وبالتالي امتلك عقلية مختلفة تماماً ولكنها صالحة بنفس القدر من عقلية الإنسان الحديث. يقترح ويلسون أن نظرة الإنسان القديم كانت تستند إلى "رؤية الصورة الكبيرة" بدلاً من تقسيم الكون منطقياً إلى الأجزاء المكونة له.
يطور ويلسون فكرة الحضارات التي تأسست على المعرفة القمرية جنباً إلى جنب مع علم الفلك لشرح الإنجازات الضخمة والعفوية على ما يبدو للثقافات القديمة مثل مجمع الهرم في الجيزة في مصر.
ناقش ويلسون بأن نقطة الضعف الأساسية في كتاب جيمس جورج فريزر الغصن الذهبي هي أن فريزر عزا الأنظمة الأسطورية الأساسية إلى بدايات الثقافات الزراعية، وتحديداً الخصوبة. بالاتفاق مع أطروحة الفيلسوف جورجيو دي سانتيانا التي طورت في هاملت ميل (1969)، يضع ويلسون نشأة الأساطير السابقة لثقافات الخصوبة، ويربط الأساطير الأساسية بالأحداث الفلكية مثل المبادرة المحورية.
الملاحظات الرئيسية التي استخلصها ويلسون هي أن أسلافنا القدامى قبل الإنسان العاقل كانوا يمتلكون ذكاءً مساوياً لذكاء الإنسان الحديث، ويفسر افتقارهم الواضح للإنجاز التكنولوجي بعدم الحاجة إليه بناءً على عقليتهم المختلفة تماماً والبديهية الشاملة. بمرور الوقت، تطورت عقلية أكثر منطقية وتشريح تؤدي إلى السمات التي تميز الحضارات الحديثة.

## استقبال
تلقى أتلانتس وأبو الهول مراجعة مختلطة من نورمان مالويتز في مجلة المكتبة. تمت مراجعة الكتاب أيضاً من قبل جون ميشيل في ذا سبيكتاتور.
وصف مالويتز أطروحة ويلسون بأنها "غير عادية"، لكنه نسب الفضل إلى ويلسون في تقديم نظرياته "بطريقة رصينة ومقروءة". واعتبر ادعاء ويلسون بأن أبو الهول يظهر علامات تلف المياه وهو أقدم بكثير مما كان يعتقد أنه بيانه الأكثر إثارة للاهتمام والتصديق. قارن الكتاب بجون أنتوني ويست ثعبان في السماء (1979).